# Бедирханов, Надир Векилович
Надир Векилович Бедирханов (лезг. Бедирханрин Векилан Надир; 2 марта 1941, с. Каладжух, Докузпаринский район, ДАССР, РСФСР, СССР) — дагестанский историк-архивариус. Основные направления научно-исследовательской работы — изучение и опубликование архивных материалов по истории Южного Дагестана. Опубликовав ставшие популярными "Воспоминания "Девы гор", "Докузпара Кавказского края" и другие книги, он сыграл огромную роль в изучении и восстановлении историй сел Докузпаринского и Ахтынского районов Южного Дагестана.

## Биография
Родился 2 марта 1941 года в с. Каладжух Докузпаринского района ДАССР РСФСР СССР.
В 1957 году окончил среднюю школу соседнего селения Микрах. В 1961—1964 годы служил в ракетных войсках в г. Астрахань. В 1964 году поступил в Московский Государственный историко-архивный институт в г. Москве. Как описывал сам Бедирханов: "Здесь преподавали известные на всю страну историки...". В 1969 году окончил институт. В 1967—1969 годы работал в Московском городском военно-историческом архиве. В 1969—1995 годы - в Архивном управлении при Совете министров ДАССР в Махачкале.
Начиная со времен учёбы и по настоящее время занимается изучением исторических трудов и архивных материалов в исторических архивах Москвы, Санкт-Петербурга, Тбилиси, Баку, Еревана, Махачкалы и других.
Живёт в Махачкале.
Семья: 
Жена - Бабаева Зубейда, дети - Индира, Бедирхан, Тимур, Заур и Рашид.